# Eggen (Deutschnofen)

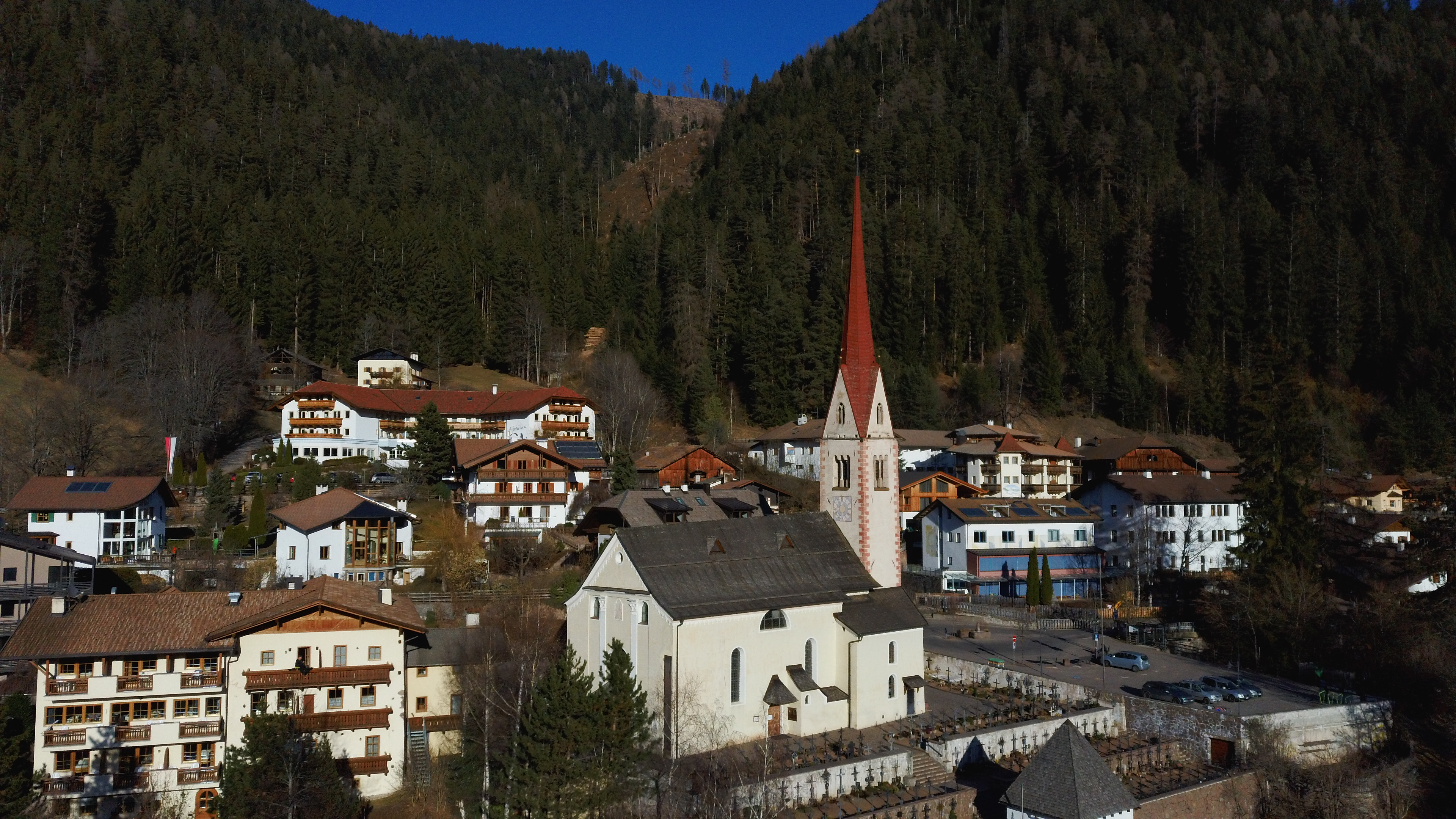
Blick über die Ortschaft Eggen

Eggen (italienisch San Nicolò d’Ega) ist eine Fraktion der Gemeinde Deutschnofen im Südtiroler Eggental (Italien) mit ca. 900 Einwohnern. Zu Eggen zählen die Ortschaften Eggen, Obereggen und Rauth sowie ein Teil von Birchabruck.
Eggen liegt im südlichen Ast des sich bei Birchabruck verzweigenden Eggentals. Während der östliche Ast nach Welschnofen und zum Karerpass führt, bietet der südliche Ast den Ortschaften Eggen, Obereggen und Rauth Platz, ehe er am Reiterjoch und Lavazèjoch endet.
Eggen wurde im 14. Jahrhundert gegründet, 1420 ist es im Urbar des hier begüterten Bozener Heiliggeistspitals als Ekken genannt. Als Schutzpatron gilt St. Nikolaus, dieser wurde als Retter aus Wassergefahr bezeichnet. Ihm ist die 1448 geweihte und 1858–1864 verlängerte und vollständig umgebaute Ortskirche dediziert, deren 1518 erhöhter Turm noch aus dem 14. Jahrhundert stammt. Bis 1681 war Eggen unter kirchlicher Betreuung von Deutschnofen.
Eggen lebt hauptsächlich von der Landwirtschaft und vom Tourismus, da das in Obereggen gelegene Ski Center Latemar ein beliebtes Wintersportgebiet ist. In Eggen gibt es eine Grundschule für die deutsche Sprachgruppe.